# Rohizna (obwód chmielnicki)
Rohizna (ukr. Рогізна) – wieś na Ukrainie, w obwodzie chmielnickim, w rejonie kamienieckim, nad Dniestrem. W 2015 roku liczyła 767 mieszkańców.